# تکامل ستارگان
فرگشتِ ستارگان (به انگلیسی: Stellar evolution) روندی است که یک ستاره در طول عمر خود طی می‌کند؛ و بسته به جرم ستاره زمان‌های متفاوتی طول می‌کشد؛ از چند میلیون سال برای ستارگان پرجرم تا چند تریلیون سال برای ستارگان کم‌جرم، که چند برابر سن جهان است.
روند دگرگونی یک ستاره نسبت به عمر یک انسان بسیار کند است و به همین دلیل، محققان اخترفیزیک از طریق مطالعهٔ ساختار ستارگان و مدل‌سازی رایانه‌ای چنین پیش‌بینی‌هایی می‌کنند.

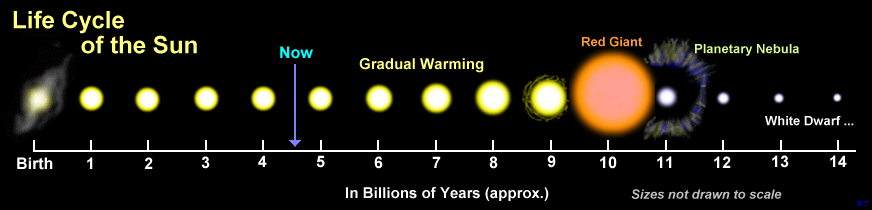
گاه‌شمار فرگشت خورشید